# Katarina Josephsson
Rut Katarina Elisabeth Josephsson, född 14 november 1963 i Södertälje församling i Stockholms län, är en svensk radioprogramledare, sångerska, sångpedagog och musikjournalist.
Hon växte upp "i kyrkan" och har sedan hela tiden arbetat med andlig musik. Hon arbetar som sångpedagog vid kulturskolan i Örebro. Sedan 2008 är hon programledare för Andliga sånger som sänds tidiga söndagsmorgnar. Hon är även krönikör inom radio samt musikrecensent bland annat vid tidningen Dagen. 
Katarina Josephsson är dotter till skolprästen Torsten Josephsson och barnboksförfattaren Marianne Josephsson, ogift Olsson.